# Alto (Wisconsin)
Alto è un centro abitato (town) degli Stati Uniti d'America situato nella contea di Fond du Lac nello Stato del Wisconsin. La popolazione era di 1,103 persone al censimento del 2000. La comunità incorporata di Alto si trova nella città.

## Geografia fisica
Secondo lo United States Census Bureau, ha un'area totale di 36,3 miglia quadrate (94,0 km²).

## Società

### Evoluzione demografica
Secondo il censimento del 2000, c'erano 1,103 persone.

### Etnie e minoranze straniere
Secondo il censimento del 2000, la composizione etnica della città era formata dal 99,37% di bianchi, lo 0,36% di asiatici, e lo 0,27% di altre razze. Ispanici o latinos di qualunque razza erano lo 0,73% della popolazione.